# ضغط الدفع

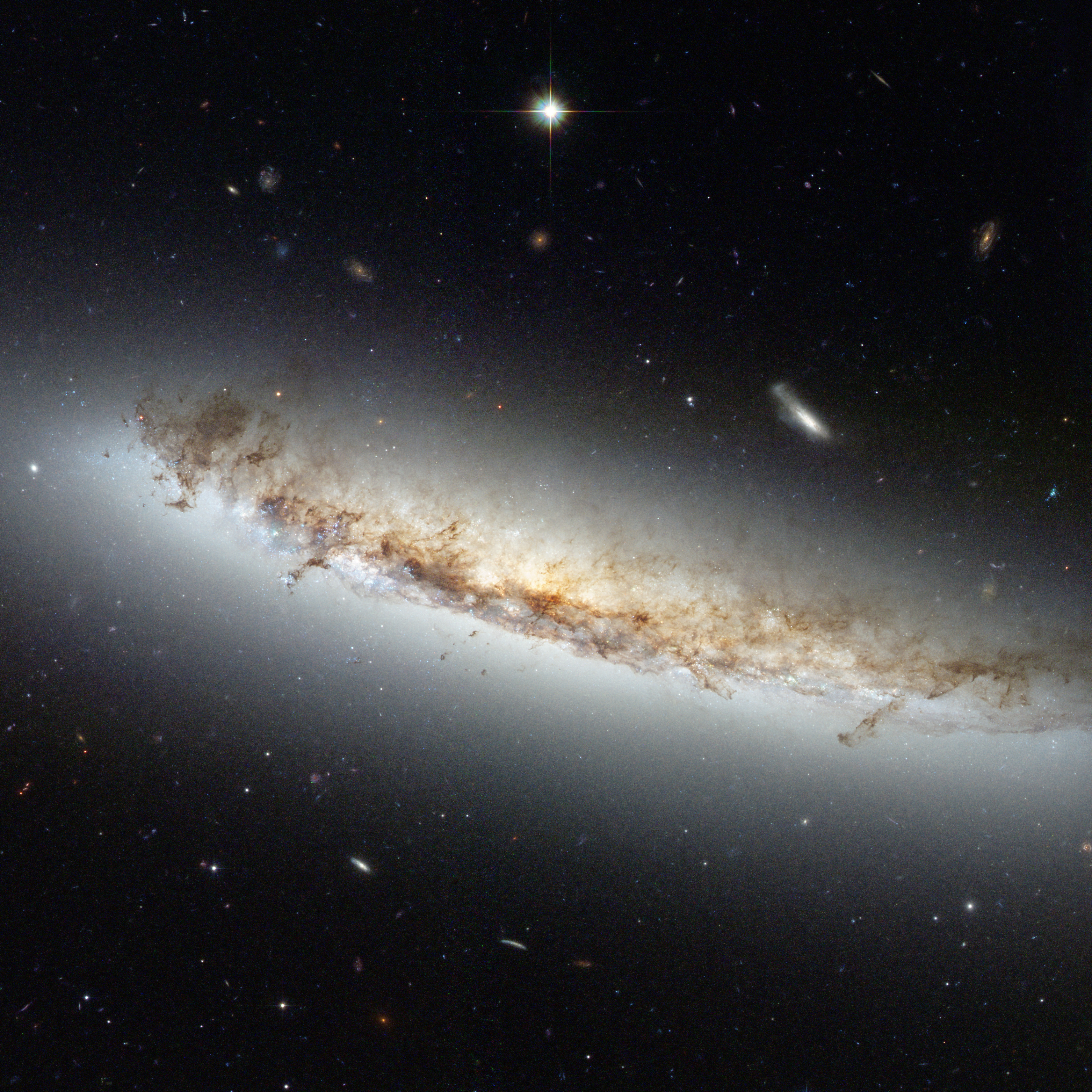

ضغط الدفع وهو الضغط الذي يؤثر على جسم يتحرك في وسط مائع يسبب هذا الضغط مقاومة مائع كبيرة تعطى بالعلاقة:
{\displaystyle P=\rho v^{2}} 
حيث p الضغط و {\displaystyle \rho } الكثافة و v السرعة المتجهة للجسم أو سرعة المائع في حالة كون الجسم ساكن والسائل متحرك.
وكمثال على ذلك رحلة النيزك في الغلاف الجوي تسبب أمواج صدمية تنتج بسبب الانضغاط السريع للهواء في مقدمته وبشكل رئيسي يسبب ضغط الدفع ( بغض النظر عن تأثير الاحتكاك) إلى ارتفاع حرارة الهواء.
أما في حالة المجرة فأن التحرك خلال غاز مابين المجرات فإن ضغط الدفع يؤثر على تشكيل المجرة أكثر من تأثير الوسط البين نجمي.